# Élections législatives de 1951 au Togo français
Les élections législatives françaises de 1951 se tiennent le 17 juin. Ce sont les deuxièmes élections législatives de la Quatrième République.

## Mode de scrutin
Le mode d'élection choisit pour ce département est le scrutin uninominal à un tour.
Dans le protectorat du Togo, un seul député est à élire.

## Élus
| Député sortant | Parti | Parti | Député élu ou réélu | Parti | Parti   |
| -------------- | ----- | ----- | ------------------- | ----- | ------- |
| Martin Aku     |       | URR   | Nicolas Grunitzky   |       | PTP-IOM |

## Résultats

### Résultats à l'échelle du département
|          | PTP-IOM  | Nicolas Grunitzky | 16 255 | 61,29  |  |  |
|          | URR      | Martin Aku *      | 10 268 | 38,71  |  |  |
|          |          |                   |        |        |  |  |
| Inscrits | Inscrits | Inscrits          | 32 496 | 100,00 |  |  |
| Votants  | Votants  | Votants           | 26 840 | 82,60  |  |  |
| Exprimés | Exprimés | Exprimés          | 26 523 | 98,82  |  |  |